# دوغائی
دوغائی، روستایی است از توابع بخش مرکزی شهرستان قوچان در استان خراسان رضوی ایران.
درفاصله 110 کیلومتری مرکز استان و در فاصله 30 کیلومتری مرکز شهرستان قراردارد.
آب و هوای روستا سردسیری می باشد.

## جمعیت
این روستا در دهستان دوغائی قرار داشته و بر اساس سرشماری سال ۱۳۹۵ جمعیت آن ۱٫۲۰۰ نفر (۳۲۰خانوار)
بوده‌است.